# Waterpolo als Jocs Olímpics d'estiu de 1912
Als Jocs Olímpics de 1912 celebrats a la ciutat d'Estocolm es disputà un torneig de waterpolo, únicament en categoria masculina, entre el 7 i el 16 de juliol.

## Nacions participants

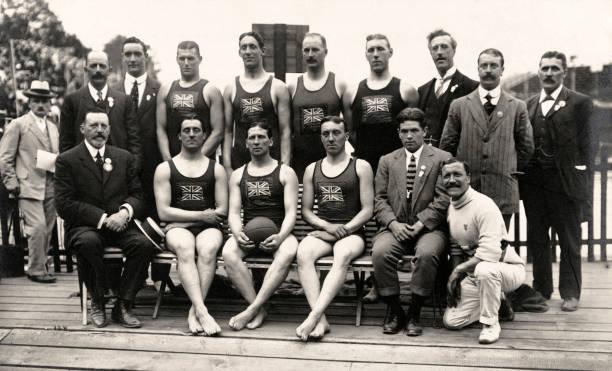
Equip britànic de waterpolo.

En la competició de waterpolo participaren 45 jugadors de 6 nacions diferents.
- Àustria (7)
- Bèlgica (9)
- França (8)
- Regne Unit (7)
- Hongria (7)
- Suècia (7)

## Resum de medalles
| Prova             | Or | Argent | Bronze |
| Waterpolo masculí | Regne Unit Charles Sydney Smith · George Cornet · George Wilkinson · Charles Bugbee · Arthur Edwin Hill · Paul Radmilovic · Isaac Bentham | Suècia Torsten Kumfeldt · Harald Julin · Max Gumpel · Robert Andersson · Pontus Hanson · Vilhelm Andersson · Erik Bergqvist | Bèlgica Albert Durant · Herman Donners · Victor Boin · Herman Meyboom · Joseph Pletinckx · Oscar Grégoire · Félicien Courbet · Jean Hoffman · Pierre Nijs |

## Medaller
| Posició | País       | Or | Argent | Bronze | Total |
| 1       | Regne Unit | 1  | 0      | 0      | 1     |
| 2       | Suècia     | 0  | 1      | 0      | 1     |
| 3       | Bèlgica    | 0  | 0      | 1      | 1     |

## Resultats

### Medalla d'or

#### Primera ronda
| 7 de juliol | Regne Unit                                       | 7‐5  | Bèlgica                         |  |
| 7 de juliol | Hill (2), Wilkinson (2), Radmilovic (2), Bentham | Gols | Grégoire (2), Meyboom (2), Nijs |  |

| 8 de juliol | Suècia                             | 7‐2  | França          |  |
| 8 de juliol | R. Andersson (3), Bergqvist (3), ? | Gols | Decoin, Provost |  |

| 9 de juliol | Àustria   | 5‐4  | Hongria                  |  |
| 9 de juliol | Scheff, ? | Gols | Fazekas, Hégner, Rémi, ? |  |

#### Segona ronda
| 11 de juliol | Regne Unit                               | 6‐3  | Suècia                         |  |
| 11 de juliol | Wilkinson (3), Hill, Radmilovic, Bentham | Gols | R. Andersson (2), V. Andersson |  |

#### Partit per la medalla d'or
| 13 de juliol | Regne Unit | 8‐0  | Àustria |  |
| 13 de juliol | ?          | Gols | ?       |  |

### Medalla de plata i bronze

#### Primera ronda
| 10 de juliol | Bèlgica | 8‐0  | Hongria              |  |
| 10 de juliol | ?       | Gols | Fazekas (3), Rémi, ? |  |

| 11 de juliol | Bèlgica | 4‐1  | França |  |
| 11 de juliol | ?       | Gols | ?      |  |

#### Segona ronda
| 14 de juliol | Suècia                                            | 8‐1  | Àustria |  |
| 14 de juliol | R. Andersson (3), Bergqvist (3), V. Andersson (2) | Gols | Scheff  |  |

| 11 de juliol | Bèlgica | 5‐4  | Àustria   |  |
| 11 de juliol | ?       | Gols | Scheff, ? |  |

#### Partit per la medalla de plata
| 11 de juliol | Suècia                                    | 4‐2  | Bèlgica |  |
| 11 de juliol | Bergqvist (2), V. Andersson, R. Andersson | Gols | ?       |  |

## Classificacions finals
| Place | Nation |
| ----- | --- |
| 1     | Regne Unit |
| 2     | Suècia |
| 3     | Bèlgica |
| 4     | Àustria Rudolf Buchfelder Richard Manuel Walter Schachlitz Otto Scheff Josef Wagner Ernst Kovács Hermann Buchfelder                   |
| -     | Hongria Sándor Ádám László Beleznai Tibor Fazekas Jenő Hégner Károly Rémi János Wenk Imre Zachár                                      |
| -     | FrançaGustave Prouvost · Gaston Vanlaere · Georges Rigal · Paul Beulque · Jean Thorailles · Henri Decoin · Paul Vasseur · Jean Rodier |